# Валеджо сул Минчо
Валѐджо сул Мѝнчо (на италиански: Valeggio sul Mincio; на венециански: Valèso sol Mincio, Валесо сол Минчо) е град и община в Северна Италия, провинция Верона, регион Венето. Разположен е на 88 m надморска височина. Населението на общината е 15 098 души (към 2015 г.).